# Webtop
Una web Desktop o webtop es un sistema de aplicación para la integración de aplicaciones por medio de workspace en red. Es un escritorio virtual en la web, funcionando en un navegador web como software.
Los webtop, a menudo se caracterizan por un entorno similar al de Windows, Mac o Linux, pero ahora, al estar dependiendo de internet, se considera que tienen mucho más funcionalidad. La ventaja del uso de estos mecanismos es la capacidad de guardar el trabajo y la configuración a través de Internet cosa que los Desktop convencionales no pueden hacer.

## Historia
El término webtop fue introducido por primera vez por la Santa Cruz Operation (SCO) en 1993 para una interfaz web basada en su sistema operativo UNIX. Andy y Ronald Bovingdon Record, fueron quienes exploraron el concepto y se les asigna la invención de tal. El concepto inicial se lanzó con el nombre de tarantella Webtop. Esta tecnología se originó al comienzo del uso comercial de la tecnología de servidor web de SCO (Organización de Cooperación de Shanghái) que fue el primer sistema operativo de proveedores comerciales para incluir en un servidor web, su línea de productos X.desktop, obtenidos al adquirir IXI Limited en el Reino Unido (que fueron los primeros en tener iconos para URL y un HTML basado en sistema de ayuda). Tarantella contiene entorno UNIX real y aplicaciones de Windows que se mostrarán dentro de un navegador web mediante el uso de un Webtop en Java.

## Webtop vs. Desktop

### Ventajas
- Comodidad: Puedes tener tu escritorio personal en cualquier PC, puesto que funciona con su simple navegador.

- Actualización: manténgase siempre actualizado, puesto que no requiere de mantenimiento de actualización, siempre estará al día.

- Otros: No requiere de un PC potente para desarrollar las aplicaciones

### Inconvenientes
- Seguridad: debido a que su transporte es internet, eso conlleva una inseguridad de que cualquier cracker pueda acceder a tus datos, aunque la seguridad y la protección de datos sea alta

- Conexión: para poder acceder necesita una conexión de banda ancha a fin de realizar las tareas con total comodidad

## Comparación de diferentes Webtops
| Nombre            | Desarrollador               | Motor                              | Gratis     | Licencia                      | Support aplicaciones externas | Interfaz gráfica del usuario | Descarga de Web server |
| ----------------- | --------------------------- | ---------------------------------- | ---------- | ----------------------------- | ----------------------------- | ---------------------------- | ---------------------- |
| Tribalos]         | Tribalos                    | Jquery+PHP                         | No         | Propietario                   | Sí                            | Mac-Windows-like             | Sí                     |
| windows4all.com   | windows4all.com             | Silverlight                        | Sí (Alpha) | Proprietary                   | Sí                            | Windows-like                 | Sí                     |
| Browser OS        | BOS                         | JavaScript + Ajax                  | Sí         | Open Source (proprietary API) | Sí                            | Linux+Windows-like           | No                     |
| Desktop On Demand | Desktop On Demand           | Java / NX                          | Sí (Beta)  | Proprietary                   | No                            | Linux+Windows-like           | No                     |
| DesktopTwo        | Sapotek                     | Flash                              | Sí (Beta)  | Open Source AGPL              | Sí                            | Windows+Mac-like             | Sí                     |
| EyeOS             | eyeOS Team                  | AJAX                               | Sí         | Open Source GPL               | Sí                            | Mac-like                     | Sí                     |
| G.ho.st           | G.ho.st Inc                 | Flash                              | Sí (Alpha) | Proprietary                   | Sí                            | Windows-like                 | No                     |
| ISDesktop         | ISDesktop Team              | GWT/GWM/Java/J2EE                  | No         | Proprietary                   | Sí                            | Linux / Windows / Mac-like   | No                     |
| netDesktop        | HaXoR Net                   | JavaScript                         | Sí         | Proprietary                   | Sí                            | Atari GEM                    | No (N/A)               |
| Netvibes          | Netvibes Team               | AJAX                               | Sí         | Proprietary                   | Sí                            | Tab-based                    | No                     |
| Purefect          | Klorofil Project/Saltanera  | PHP + AJAX                         | Sí         | Open Source GPL               | Sí                            | Windows+Mac-like             | Sí                     |
| universeOS        | Transparency Everywhere     | HTML5, PHP, JavaScript             | Sí         | Open Source GPL               | Sí                            | Windows+Linux+Mac-like       | Sí                     |
| Virtual-OS        | Advanced Webhosting Network | PHP + AJAX                         | Sí         | Open Source MIT               | Sí                            | Windows-like                 | No                     |
| YouOS             | WebShaka, Inc.              | AJAX                               | Sí         | Proprietary                   | Sí                            | OS/2-like                    | No                     |
| Cloudo            | Cloudo Company              | AJAX                               | Sí         | Proprietary                   | Sí                            | Windows+Mac-like             | No                     |
| iCloud            | Xcerion AB                  | XML                                | Sí         | Proprietary                   | Sí                            | Linux+Windows-like           | No                     |
| SilveOS           | SilveOS                     | HTML5, JavaScript, Vue.js, Vuetify | Sí         | Proprietary                   | Sí                            | Windows-like                 | Sí                     |

- Datos: Q1780763